# وزارت حمل و نقل و ایمنی جاده‌های اسرائیل
وزارت حمل و نقل و ایمنی جاده‌های اسرائیل (انگلیسی: Ministry of Transport and Road Safety) یا وزارت حمل‌ونقل، زیرساخت‌های ملی و ایمنی جاده‌ای (عبری: משרד התחבורה, התשתיות הלאומיות והבטיחות בדרכים‎، عربی: وزارة المواصلات والأمان على الطريق‎) یک آژانس دولتی است که به مسائل حمل و نقل و ایمنی جاده در اسرائیل رسیدگی می کند. مقر وزارت در گیوات رام، اورشلیم است.